# Prionalpheus nayaritae
Prionalpheus nayaritae is een garnalensoort uit de familie van de Alpheidae. De wetenschappelijke naam van de soort is voor het eerst geldig gepubliceerd in 1996 door Alvarez, Camacho & Villalobos.